# Trộm cắp

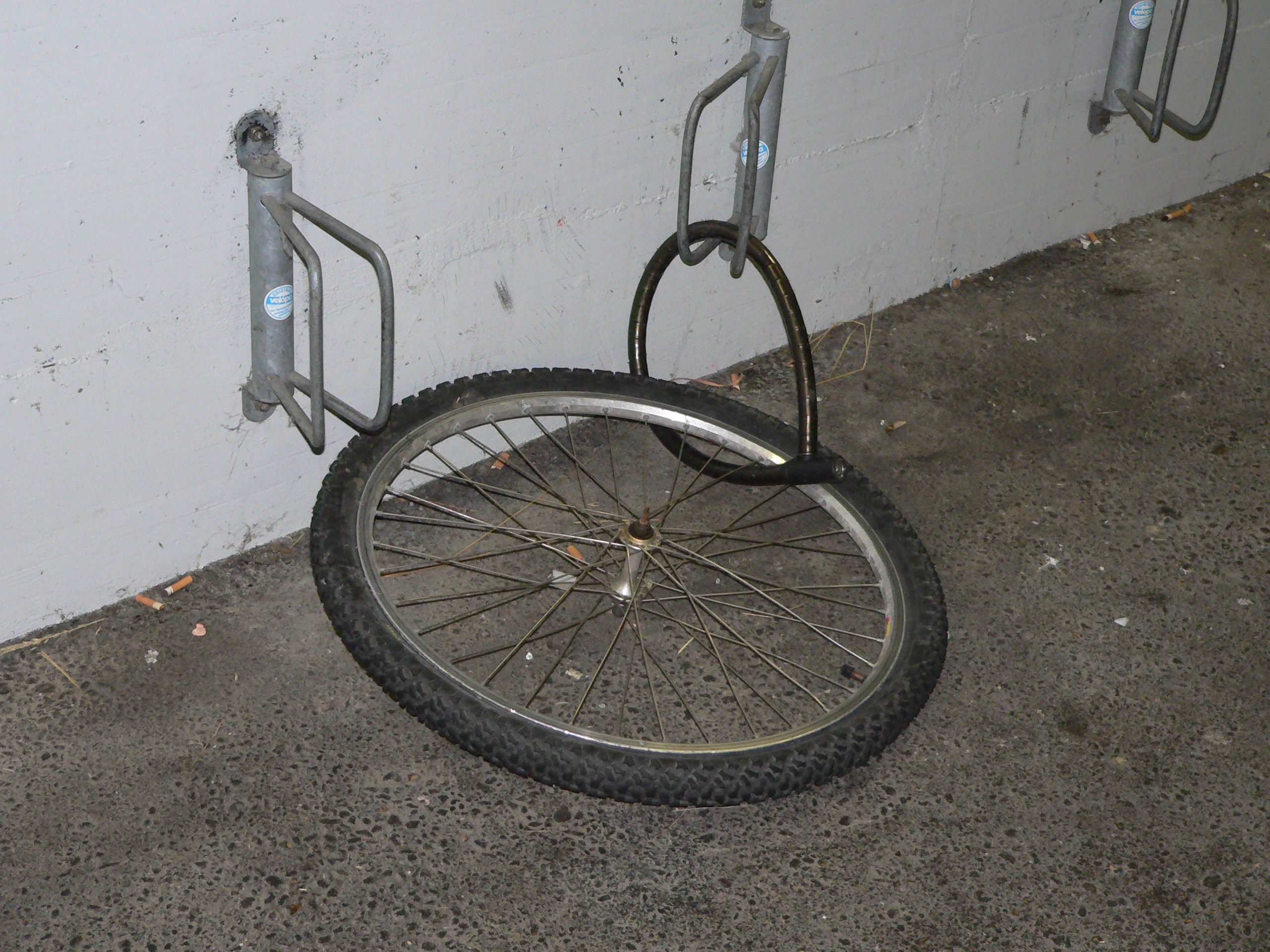
Hiện trường một vụ ăn trộm: tên trộm chỉ chừa lại mỗi cái bánh xe vì nó đã bị chủ khóa vào tường

Trộm cắp là một hành vi phạm tội khi một người hoặc một nhóm người lén lút, bí mật chiếm đoạt tài sản của người khác một cách trái pháp luật, đối tượng tác động có thể là tiền, dịch vụ, thông tin,...mà không có sự cho phép của chủ nhân. Nói cách khác, mục đích trộm cắp là tước đoạt quyền sở hữu chính đáng của món đồ. Từ này đôi khi được sử dụng chung với từ "cướp", tuy nhiên đây lại là hai từ có ngữ nghĩa khác nhau và tuy cùng mục đích nhưng trộm và cướp vẫn xảy ra theo hai tính chất trái ngược. Nếu thành công, tài sản bị trộm  sẽ không thể hoàn trả lại.

## Phân biệt
Hành vi trộm cắp (ăn trộm) thường cần phân biệt với cướp giật (ăn cướp). Ăn trộm thường chỉ các hành vi lén lút, bí mật để chiếm đoạt tài sản trái phép mà chủ nhân không biết còn ăn cướp chỉ các hành vi cưỡng đoạt trực tiếp sự vật từ nạn nhân và có thể dùng vũ lực để ép buộc hoặc đe dọa. Người hay nhóm người có hành vi trộm cắp gọi là kẻ trộm, đạo chích hay đạo tặc. Người ta còn dùng hậu tố "tặc" ghép sau (hoặc "trộm" ghép trước) một từ khác để phân loại chi tiết các loại trộm cắp như: lâm tặc (trộm tài nguyên rừng), tin tặc (trộm thông tin), cao su tặc,.... trong tiếng Anh còn phân loại thêm hành vi trộm đêm (bugaler) hay trộm nhà.

## Tính chất
Trộm cắp là một hành vi phạm tội cơ bản và được xem là phi pháp gần như mọi nơi. Kẻ trộm cắp ăn cắp của người khác để phục vụ cho chúng hoặc bán những thứ ăn cắp được để lấy tiền. Hành vi trộm cắp rất đa dạng từ những vụ cắp vặt thực hiện ngay khi có cơ hội cho tới các âm mưu trộm cắp được lên kế hoạch hết sức tinh vi. Hàng hóa trộm cắp được nếu cần bán đi để lấy tiền (phi tang) thường chuyển hay bán đi vào những nơi không yêu cầu kiểm tra rõ nguồn gốc hàng hóa như chợ đen

## Ngăn ngừa
Nhiều thiết bị như khóa hay chuông báo động,... có thể dùng để chống trộm cắp. Chúng không bảo đảm an toàn tuyệt đối và vẫn có thể bị những tên trộm giỏi, lành nghề (thường gọi là đạo chích) vượt qua vì vậy việc không ngừng cải tiến các thiết bị chống trộm là rất cần thiết.

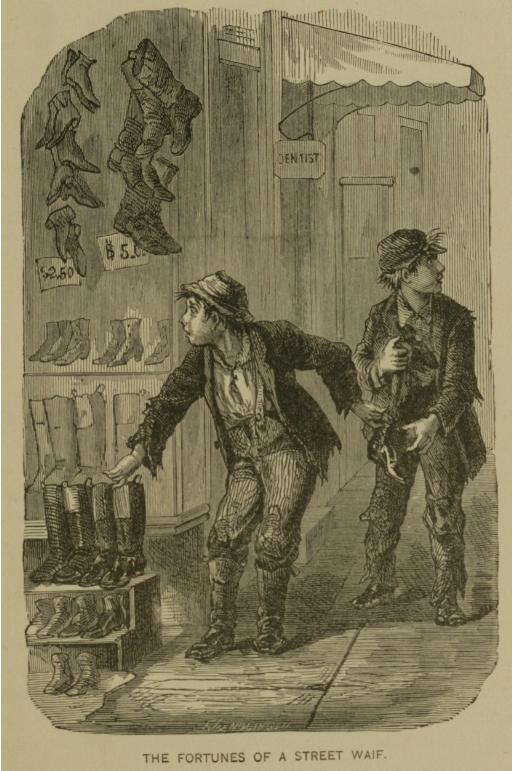
Hai đứa trẻ lang thang ăn trộm một đôi giày.
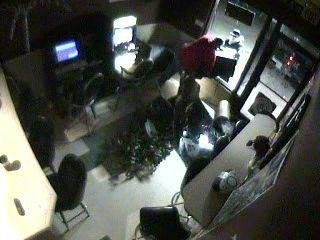
Một vụ trộm cửa hàng đang diễn ra và bị ghi hình lại